# جيريمي كورني
جيريمي كورني هو لاعب هوكي الجليد كندي، ولد في 12 ديسمبر 1979 في لندن في كندا.

## وصلات خارجية
- جيريمي كورني على موقع EliteProspects.com (الإنجليزية)
- جيريمي كورني على موقع HockeyDB.com (الإنجليزية)